# 宜賓龍
宜賓龍（學名"Yibinosaurus"）是蜥腳下目恐龍的一屬，是種草食性恐龍，生存於侏羅紀早期的中國四川省。其屬名是以中國宜賓市來命名，但是沒有經過正式的敘述、命名，目前是個無資格名稱。
模式種周氏宜賓龍（"Y. zhoui"）從未被正式描述，牠只是被中國古動物學家歐陽輝使用過，以及在重慶自然博物館的指南被簡單地提及，所以是一個無效名稱。

## 外部連結
- Dinosaur Mailing List entry which announces the name（页面存档备份，存于）
- Sauropoda